# George Seferis Professor of Modern Greek Studies
Der George Seferis Professor of Modern Greek Studies ist der Vertreter einer Professur an der Harvard University, die der Neogräzistik gewidmet ist.
Neugriechische Sprache und  Neogräzistik werden an der Harvard University mit langer Unterbrechung seit 1828 unterrichtet. Erster Dozent der Sprache war Alexander Negris, ein Veteran des griechischen Unabhängigkeitskrieges. Ihm folgten Evangelinos Apostolides Sophokles, der nach Anstellungen in Hartford und Yale von 1842 an Tutor in Greek und von 1860 bis zu seinem Tode 1883 University Professor of Ancient, Byzantine and Modern Greek war und damit vermutlich den ersten Lehrstuhl für Neogräzistik in der westlichen Welt innehatte, und Aristides Phoutrides (1887–1923). 
Im Jahr 1977 wurde der zwischenzeitlich über 50 Jahre lang verwaiste Lehrstuhl unter dem anglisierten Namen des Nobelpreisträgers von 1963, Giorgos Seferis, neu begründet.